# 美麗真小鯉
美麗真小鯉（學名：Cyprinella formosa）為輻鰭魚綱鯉形目雅羅魚科真小鯉屬的其中一種，分布在北美洲美國科奇斯郡和聖貝納迪諾河的水域中。在1969-70年間曾短暫地從美國滅絕，但又被重新引入亞利桑那州和西南部的其他地區。聖貝納迪諾野生動物保護區一直在努力恢復這種受威脅的物種，將其重新引入科奇斯郡周圍的各個池塘。在1990年重新引入後，已經從科奇斯郡擴展至墨西哥索諾拉，該物種也可以在Rio Yaqui和Mimbres河中找到，本魚體細長而側扁，有尖的鼻子，側線略微彎曲，有30至40個小鱗片，背鰭和腹鰭只有8條鰭條，而臀鰭條則從8-9枚不等，體橙色或鮮紅色的，沿著側線有銀灰色的側線條紋， 在交配期間，雄魚會將它們的尾鰭變成黃色或橙色，雄魚有時可能有藍色或紅色的頭，體長可達9公分，棲息在沙石底質的溪流底中層水域，以有機碎屑、水生無脊椎動物為食，繁殖期在5至7月。

## 扩展阅读
維基物種上的相關：美麗真小鯉